# José Nei Ascari
José Nei Alberton Ascari (Grão-Pará, 21 de novembro de 1967) é um ex-radialista, advogado e político brasileiro.

## Vida
Filho de Moisés Ascari e Nercy Alberton Ascari. Casou com Dalva Heinzen Ascari.

## Carreira
Foi prefeito de Grão-Pará, de 1 de janeiro de 1993 a 31 de dezembro de 1996, e de 1 de janeiro de 2001 a 31 de dezembro de 2004.
Foi secretário de Estado da Administração do Estado de Santa Catarina no governo Luiz Henrique da Silveira, de 18 de dezembro de 2008 até março de 2010.
Em 2010 foi eleito deputado estadual na Assembleia Legislativa de Santa Catarina na 17ª legislatura. Nas eleições de 2014, em 5 de outubro, foi reeleito deputado estadual para a 18ª legislatura (2015 — 2019), sendo o segundo mais votado.

## Tribunal de Contas do Estado de Santa Catarina
Em 8 de novembro de 2017 assumiu o cargo de conselheiro do Tribunal de Contas do Estado de Santa Catarina. Tendo renunciado ao mandato parlamentar, seu primeiro suplente Fernando Coruja assumiu a titularidade de seu mandato.